# Даргинские фамилии
Даргинские фамилии (дарг. Даргала хъалибаргунала уми) — фамилии, носителями которых являются даргинцы, народ в Дагестане. Даргинская форма именования ныне используется только в устном виде, часто встречается на надгробиях, редко на письме.
Традиционная даргинская формула именования лица выглядит следующим образом: фамильное имя — отчество (в родительном падеже) — имя личное.
Патронимическая (родовая) часть образуется с помощью прибавления к имени рода слова хъали (в переводе — «дом»).
Примеры:
| Даргинский язык | Транскрипт (МФА) | Русский язык |
| --------------- | ---------------- | ------------ |
| Вишталхъала     | Wiʃtalqala       | Вишталов     |
| ГӀябдулагьхъала | ʕæbdulahqala     | Абдулаев     |
| ГӀялихъала      | ʕæliqala         | Алиев        |
| Каннихъала      | Kanniqala        | Канниев      |
| Куйнуйхъала     | Kujnujqala       | Куйнуев      |
| МухӀяммадхъала  | Muћæmmadqala     | Магомедов    |
| Рудзихъала      | Rut̻͡s̪iqala        | Рудзиев      |
| Сиркухъала      | Sirkuqala        | Сиркуев      |
| Цамукхъала      | t̻͡s̪amukqala       | Цамуков      |
| Юсупхъала       | Jusupqala        | Юсупов       |

Встречаются также фамилии, образованные из описательных прилагательных. Например, Вишталов — Вишталхъала, «Виштал» в переводе — малый. Есть фамилии, образованные от терминов степенней родства, как например Рудзиев, Рудзихъала — «рудзи» в переводе значит сестра.